# Manuel Vicente Maza
Pour les articles homonymes, voir Maza.
Manuel Vicente Maza (né à Buenos Aires, en 1779 - assassiné le 27 juin 1839), avocat et homme politique fédéraliste argentin.

## Biographie
Il fit ses études d'avocat à l'Université de Santiago, au Chili.
Peu après 1816 il établit d'excellentes relations avec Juan Manuel de Rosas, tant personnellement que politiquement.
Dans les années 1820 il déploie une grande activité politique. Dès la prise du pouvoir par Juan Manuel de Rosas, Maza eut un rôle important dans son gouvernement. Il subit même une tentative d'assassinat en accompagnant Rosas à une rencontre avec José María Paz à Córdoba.

## Gouverneur de Buenos Aires
Dans ce que l'on appelle l'interrègne de Rosas, en 1832, il est nommé ministre de son successeur Juan Ramón Balcarce, mais l'année suivante, il participe à la révolte qui provoque la démission de ce dernier; par après il prit part à la brève administration de Juan José Viamonte.
En 1834, le 4 octobre le parlement de la province de Buenos Aires désigna Maza, alors président de la chambre, comme gouverneur intérimaire. En février de l'année suivante (1835) il envoya Facundo Quiroga comme médiateur dans le conflit entre les gouverneurs de Salta et de Tucumán. À son retour, Quiroga fut agressé et assassiné; ce fait provoqua l'exigence de sa démission, qu'il présenta le 7 mars. Et c'est Rosas qui lui succéda le 13 avril.
Après sa démission il retourna occuper son siège au parlement de la province, malgré les conflits avec Rosas (dont les débuts remontent à sa période de gouvernorat). Dans cette charge, il occupa un poste de juge dans le cadre du procès initié contre les frères Reinafé, suspectés de l'assassinat de Quiroga.

## Le massacre
En juin 1839, son fils le colonel Ramón Maza, fut emprisonné pour être suspecté de complot contre Rosas. Manuel Vicente Maza se préparait à écrire à Rosas pour lui demander la clémence 
pour son fils, mais tandis qu'il écrivait sa missive la nuit du 27 juin, un groupe de sicaires fit irruption chez lui et armés de couteaux l'assassinèrent. Quelques heures plus tard son fils subit le même sort dans sa cellule sur ordre de Rosas. Désespérée par cette tragédie atroce, l'épouse de Manuel Vicente Maza, mère de Ramón, se suicida.
On pense que l'assassinat de Manuel Vicente Maza est le premier d'une série de crimes exécutés par la « para-police » Mazorca dans une tentative de briser toute tentative de conspiration ou d'opposition au régime de Juan Manuel de Rosas.